# Psolidium rugosum
Psolidium rugosum is een zeekomkommer uit de familie Psolidae.
De wetenschappelijke naam van de soort werd in 1905 gepubliceerd door René Koehler & Clément Vaney.